# Élections territoriales de 2021 en Corse
Pour un article plus général, voir Élections régionales françaises de 2021.
Les élections territoriales de 2021 en Corse ont lieu les 20 et 27 juin 2021 afin de renouveler les membres de l'assemblée de la collectivité territoriale unique de Corse.

## Contexte régional

### Assemblée de Corse sortante
| Président du Conseil exécutif de Corse |       |       |      |                                                          |
| Gilles Simeoni (FaC)                   |       |       |      |                                                          |
| Président de l'Assemblée de Corse      |       |       |      |                                                          |
| Jean-Guy Talamoni (CL)                 |       |       |      |                                                          |
| Parti                                  | Sigle | Sigle | Élus | Groupe                                                   |
| Majorité (41 sièges)                   |       |       |      |                                                          |
| Femu a Corsica                         |       | FaC   | 18   | Femu a Corsica                                           |
| Corsica libera                         |       | CL    | 13   | Corsica libera                                           |
| Parti de la nation corse               |       | PNC   | 10   | Partitu di a Nazione Corsa                               |
| Opposition (22 sièges)                 |       |       |      |                                                          |
| Divers droite                          |       | DVD   | 10   | Per l'avvene                                             |
| La République en marche                |       | LREM  | 6    | Andà per dumane                                          |
| Les Républicains                       |       | LR    | 6    | La Corse dans la République - A Corsica indè a Republica |

## Système électoral

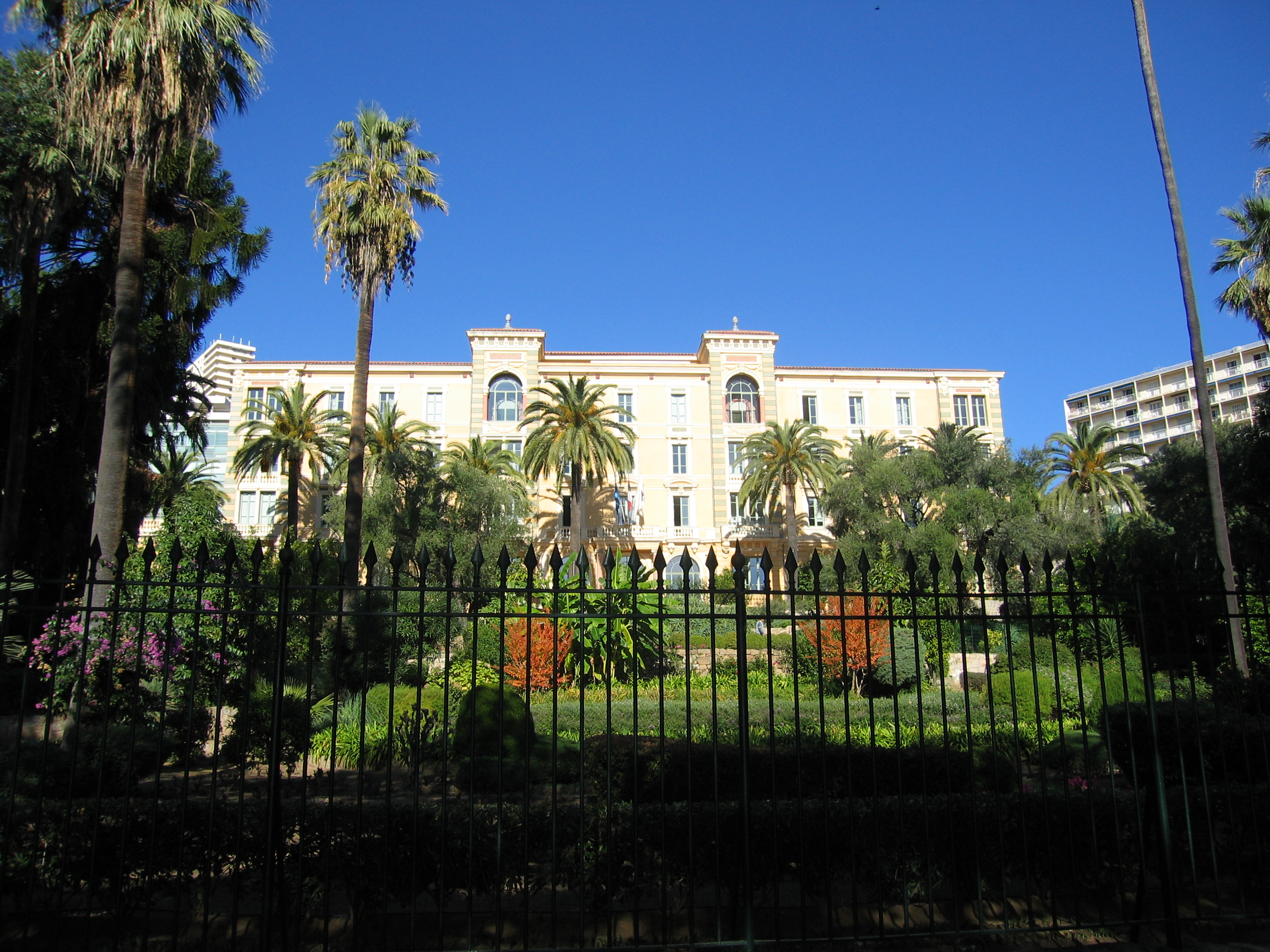
L’assemblée à Ajaccio.

L'Assemblée de Corse est dotée de 63 sièges pourvus pour six ans selon un système mixte à finalité majoritaire. Il est fait recours au scrutin proportionnel plurinominal mais celui ci est combiné à une prime majoritaire de 11 sièges attribuée à la liste arrivée en tête, si besoin en deux tours de scrutin. Les électeurs votent pour une liste fermée de candidats, sans panachage ni vote préférentiel. Les listes doivent respecter la parité en comportant alternativement un candidat homme et une candidate femme,.
Au premier tour, la liste ayant obtenu la majorité absolue des suffrages exprimés remporte la prime majoritaire, et les sièges restants sont répartis à la proportionnelle selon la règle de la plus forte moyenne entre toutes les listes ayant franchi le seuil électoral de 5 % des suffrages exprimés, y compris la liste arrivée en tête,.
Si aucune liste n'a recueilli la majorité absolue, un second tour est organisé entre toutes les listes ayant obtenu au moins 7 % des suffrages exprimés au premier tour. Les listes ayant obtenu au moins 5 % peuvent néanmoins fusionner avec les listes pouvant se maintenir. La répartition des sièges se fait selon les mêmes règles qu'au premier tour, la seule différence étant que la prime majoritaire est attribuée à la liste arrivée en tête qu'elle ait obtenu ou non la majorité absolue,.
Les sièges sont répartis à l'échelle de la collectivité, sans section départementale.

## Listes et candidats

### Droite
Le 20 septembre 2020, le maire d'Ajaccio Laurent Marcangeli annonce qu'il sera candidat à la présidence de l'exécutif de Corse . Le 20 mars 2021, ce dernier lance officiellement sa campagne à Rezza ; il affirme sa volonté de rassembler la droite et le centre autour de sa personne. La présence de Jean-Martin Mondoloni et Valérie Bozzi, respectivement présidents des deux groupes de droites à l'Assemblée de Corse, semble confirmer que contrairement aux élections de 2015 et de 2017, la droite devrait partir rassemblée derrière un seul candidat.

### Gauche
Le 1er septembre 2020, une réunion à Vizzavona rassemble les responsables régionaux d'Europe Écologie Les Verts et Génération.s ; ces derniers font alors part de leur volonté de travailler sur une liste commune pour les élections territoriales à venir.
Le 23 avril 2021, Europe Écologie les Verts en Corse, Génération.s, Génération écologie et Nouvelle Donne annoncent la création de la liste Ecologia Sulidarita, qui sera menée par une femme. Ils réaffirment par la même occasion leur proximité avec le mouvement nationaliste Femu a Corsica et n'excluent pas une alliance avec ces derniers en cas de second tour.
Partis côte à côte lors des élections territoriales de 2017, le Parti communiste français et Inseme a Manca ne parviennent pas à se mettre d'accord. Le 19 avril 2021 il est annoncé que Michel Stefani, ancien conseiller territorial, et Anissa-Flore Amziane conduiront la liste "Campà megliu in Corsica/Vivre mieux en Corse". Le 2 mai, le PCF dévoile officiellement sa liste dans les médias.
Comme ce fut le cas en 2017, le Parti radical de gauche sera semble-t-il une nouvelle fois absent pour ces élections territoriales.
À l'hiver 2020, le mouvement de gauche anticapitaliste et indépendantiste A manca annonce qu'il souhaite présenter une liste pour les échéances à venir. Après un rapprochement infructueux avec le Core In Fronte, le mouvement se tourne vers Inseme a Manca ; néanmoins des divergences d'opinions au sujet de la place de la Corse au sein de la République française poussent A Manca, privé de partenaires, à retirer sa candidature.
N'ayant pas pu rassembler la gauche comme ils avaient annoncé vouloir le faire lors d'une conférence de presse en 20 mars 2021, Inseme a Manca ne devrait pas présenter de liste pour les prochaines élections. Jacques Casamarta ayant écarté l'idée que son mouvement fasse cavalier seul. Lors de la présentation de la liste du Parti communiste français, le 2 mai 2021, Michel Stefani a néanmoins tendu la main à Inseme a Manca en déclarant :  « nous nous adresserons aux électrices et électeurs et dirigeants de ces mouvements, parce que nous pouvons dans cette campagne électorale faire des choses en commun, même sans liste commune ».

### Nationalistes
Le 24 avril 2021, le mouvement Core in Fronte annonce qu'il présentera une liste pour les prochaines élections territoriales. Comme en 2015 et en 2017, cette dernière sera menée par Paul-Félix Benedetti. Après avoir rassemblé 6,69 % des voix lors du dernier scrutin, Core in Fronte a vivement critiqué le bilan du mandat nationaliste jugé comme « mauvais ».
Le dimanche 25 avril 2021, Jean-Félix Acquaviva, secrétaire national de Femu a Corsica, a annoncé que la coalition nationaliste Pè a Corsica devait évoluer et que cela passerait par la fin des quotas au sein du groupe. Les propos du député de la deuxième circonscription de la Haute-Corse ont été assez mal acceptés par une partie de la famille nationaliste et notamment par Corsica libera, qui a fermement condamné l'attitude de Femu a Corsica.

### Extrême-droite
Le 9 décembre 2020, François Filoni ancien conseiller municipal de la ville d'Ajaccio, est nommé candidat du Rassemblement national pour les élections territoriales. Déjà candidat pour le parti de Marine Le Pen lors des dernières élections municipales, il obtient également l'investiture de Debout la France.
Le 1er mai 2021, Jean-Antoine Giacomi, ancien membre du Rassemblement national annonce qu'il mènera une liste souverainiste, composée notamment d'anciens membres du RN mais également du Comité central bonapartiste. Cette liste sera soutenue par le mouvement d'extrême-droite, populiste, Forza Nova. Fils de Charles Giacomi, maire de la commune de Pruno en Haute-Corse et ancien candidat malheureux du Front national en 2017, Jean-Antoine Giacomi prétend mener une liste « ni de droite, ni de gauche ».

## Résultats
|                          |                          |                          |              |              |             |               |        |               |  |  |  |  |  |  |
| Tête de liste            | Tête de liste            | Liste                    | Premier tour | Premier tour | Second tour | Second tour   | Sièges | +/-           |  |  |  |  |  |  |
| Tête de liste            | Tête de liste            | Liste                    | Voix         | %            | Voix        | %             | Sièges | +/-           |  |  |  |  |  |  |
|                          | Gilles Simeoni           | FaC                      | 39 246       | 29,19        | 55 548      | 40,64         | 32     | 14            |  |  |  |  |  |  |
|                          | Laurent Marcangeli       | CCB-LR-UDI               | 33 431       | 24,86        | 43 766      | 32,02         | 17     | 1             |  |  |  |  |  |  |
|                          | Jean-Christophe Angelini | PNC                      | 17 772       | 13,22        | 20 604      | 15,07         | 7      | 3             |  |  |  |  |  |  |
|                          | Jean-Guy Talamoni        | CL                       | 9 280        | 6,90         | 20 604      | 15,07         | 1      | 12            |  |  |  |  |  |  |
|                          | Paul-Félix Benedetti     | Rinnovu                  | 11 282       | 8,39         | 16 762      | 12,26         | 6      | 6             |  |  |  |  |  |  |
|                          | Jean-Charles Orsucci     | TdP-LREM-MR              | 7 957        | 5,92         |             |               | 0      | 6             |  |  |  |  |  |  |
|                          | François Filoni          | RN                       | 5 378        | 4,00         | 0           | en stagnation |        |               |  |  |  |  |  |  |
|                          | Agnès Simonpietri        | EELV-GE-G.s-ND           | 5 038        | 3,75         | 0           | en stagnation |        |               |  |  |  |  |  |  |
|                          | Michel Stefani           | PCF                      | 4 279        | 3,18         | 0           | en stagnation |        |               |  |  |  |  |  |  |
|                          | Jean-Antoine Giacomi     | FN                       | 791          | 0,59         | 0           | en stagnation |        |               |  |  |  |  |  |  |
|                          |                          |                          |              |              |             |               |        |               |  |  |  |  |  |  |
| Suffrages exprimés       | Suffrages exprimés       | Suffrages exprimés       | 134 454      | 98,22        | 136 680     | 96,78         |        |               |  |  |  |  |  |  |
| Votes blancs             | Votes blancs             | Votes blancs             | 1 145        | 0,84         | 2 334       | 1,65          |        |               |  |  |  |  |  |  |
| Votes nuls               | Votes nuls               | Votes nuls               | 1 288        | 0,94         | 2 209       | 1,56          |        |               |  |  |  |  |  |  |
| Total                    | Total                    | Total                    | 136 887      | 100          | 141 223     | 100           | 63     | en stagnation |  |  |  |  |  |  |
| Abstentions              | Abstentions              | Abstentions              | 102 914      | 42,92        | 98 495      | 41,09         |        |               |  |  |  |  |  |  |
| Inscrits / Participation | Inscrits / Participation | Inscrits / Participation | 239 801      | 57,08        | 239 718     | 58,91         |        |               |  |  |  |  |  |  |

## Analyse et conséquences
Du fait du statut particulier des institutions et des listes, la participation en Corse est considérée comme importante pour ce type d'élection, surtout par rapport au reste de la France lors des élections régionales aux mêmes dates où l'abstention fut massive et inédite pour un scrutin électoral,.
Marie-Antoinette Maupertuis (FaC) est élue présidente de l'Assemblée de Corse avec 32 voix.

## Suites
Afin d'éviter une trop grande proximité avec les deux tours de l'élection présidentielle et des législatives d'avril et juin 2027, le mandat des conseillers élus en 2021 est exceptionnellement prolongé à six ans et neuf mois. Les prochaines élections ont par conséquent lieu en 2028 au lieu de 2027.